# Regelbau 638
Regelbau 638: Kleiner Sanitätsunterstand era un petit hospital de campanya.
Abans i durant la Segona Guerra Mundial, la Wehrmacht va construir molts búnquers estàndard i posicions d'armes dins d'Alemanya i països ocupats pels alemanys. Aquests edificis van ser anomenats Regelbau (edificis estàndard). Aquest edifici, Regelbau 638, era un hospital de campanya petit (Kleiner Sanitätsunterstand).
A la fortalesa Fjell, als afores de Bergen, a Noruega, es pot veure al museu un búnquer Regelbau 638 completament restaurat. Entre 2009 i 2010, la societat voluntària local Fjell Festnings Militærhistoriske Samlinger va restaurar l'interior d'aquest búnquer, i van subministrar equipament d'hospital i sanitari alemany autèntic de la Segona Guerra Mundial.